# Polynoidae
Polynoidae är en familj av ringmaskar. Polynoidae ingår i ordningen Phyllodocida, klassen havsborstmaskar, fylumet ringmaskar och riket djur. Enligt Catalogue of Life omfattar familjen Polynoidae 911 arter. 

## Dottertaxa till Polynoidae, i alfabetisk ordning[1][2]
- Acanthicolepis
- Acholoe
- Admetella
- Adyte
- Alentia
- Alentiana
- Allmaniella
- Andresia
- Antarctinoe
- Antinoe
- Antinoella
- Antipathypolyeunoa
- Arcteobia
- Arctonoe
- Arctonoella
- Asterophilia
- Augenerilepidonotus
- Australaugeneria
- Australonoe
- Austrolaenilla
- Barrukia
- Bathyadmetella
- Bathybahamas
- Bathycanadia
- Bathycatalina
- Bathyedithia
- Bathyedithya
- Bathyeliasona
- Bathyfauvelia
- Bathyhololepidella
- Bathykermadeca
- Bathykurila
- Bathylevensteinia
- Bathymacella
- Bathymariana
- Bathymiranda
- Bathymoorea
- Bathynoe
- Bathynotalia
- Bathypolaria
- Bathytasmania
- Bathyvitiazia
- Bayerpolynoe
- Benhamipolynoe
- Benhamisetosus
- Bouchiria
- Branchinotogluma
- Branchiopolynoe
- Branchiplicatus
- Bruunilla
- Brychionoe
- Bylgides
- Capitulatinoe
- Cervilia
- Chaetacanthus
- Chaetosphaera
- Dilepidonotus
- Diplaconotum
- Disconatis
- Driechiopsis
- Drieschella
- Drieschia
- Drieschiopsis
- Enipo
- Eucranta
- Eulagisca
- Eunoe
- Euphione
- Euphionella
- Frennia
- Gastrolepidia
- Gattyana
- Gaudichaudius
- Gesiella
- Gorekia
- Gorgoniapolynae
- Gorgoniapolynoe
- Grubeopolynoe
- Halosydna
- Halosydnella
- Halosydnopsis
- Harmothoe
- Hartmania
- Hemilepidia
- Herdmanella
- Hermadion
- Hermadionella
- Hermenia
- Hermilepidonotus
- Hesperonoe
- Heteralentia
- Heteropolynoe
- Hololepida
- Hololepidella
- Hyperhalosydna
- Intoshella
- Iphione
- Iphionella
- Iphionides
- Kermadecella
- Laenilla
- Lagisca
- Lepidametria
- Lepidasthenia
- Lepidastheniella
- Lepidofimbria
- Lepidogyra
- Lepidonopsis
- Lepidonotopodium
- Lepidonotus
- Leucia
- Levensteiniella
- Lobopelma
- Macellicephala
- Macellicephaloides
- Macelloides
- Malmgrenia
- Malmgreniella
- Medioantenna
- Melaenis
- Natopolynoe
- Nectochaeta
- Nemidia
- Neobylgides
- Neohololepidella
- Neolagisca
- Neopolynoe
- Nonparahalosydna
- Olgalepidonotus
- Ophthalmonoe
- Opisthotrochopodus
- Parabathynoe
- Paradyte
- Paragattyana
- Parahalosydna
- Parahalosydnopsis
- Paralentia
- Paralepidonotus
- Paranychia
- Pararctonoella
- Pareulagisca
- Peinaleopolynoe
- Pelagomacellicephala
- Penaleopolynoe
- Perolepis
- Pettibonesia
- Phyllantinoe
- Phyllohartmania
- Phyllosheila
- Podarmus
- Polaruschakov
- Polyeunoa
- Polyeunoe
- Polynoe
- Polynoella
- Polynoina
- Pottsiscalisetosus
- Pseudohalosydna
- Pseudopolynoe
- Quetieria
- Robertianella
- Rullieriella
- Russellhanleya
- Scalisetosus
- Sheila
- Showapolynoe
- Showascalisetosus
- Sinantenna
- Subadyte
- Telodrieschia
- Telolepidasthenia
- Tenonia
- Thermiphione
- Thermopolynoe
- Thormora
- Tottonpolynoe
- Uncopolynoe
- Vampiropolynoe
- Verrucapelma
- Ysideria